# کاردگرکلا (نور)
 ''کاردگرکلا''  ، دشت نور ، روستایی باستانی و توریستی است ؛ از نواحی دشت نور ؛ که از توابع بخش مرکزی شهرستان نور  در استان مازندران ایران میباشد.

این روستا ؛  به :  " زمرد سبز مازندران " معروف می باشد .
خیابان بندی ویلاهای این روستای توریستی ؛ شامل خیابان های : " اوجا " و " وحدت " می باشد .

## جمعیت
این روستا در : دهستان ناتل‌ کنارعلیا بخش مرکزی شهرستان نور قرار دارد و براساس سرشماری عمومی نفوس و مسکن ایران ، مرکز آمار ایران در سال ۱۳۸۵، جمعیت آن 800 نفر (250خانوار) بوده‌است.